# Cochliotodes babaulti
Cochliotodes babaulti är en skalbaggsart som beskrevs av Louis Burgeon 1946. Cochliotodes babaulti ingår i släktet Cochliotodes och familjen Melolonthidae. Inga underarter finns listade i Catalogue of Life.